# 三好市立王地小学校
三好市立王地小学校（みよししりつ おうじしょうがっこう）は、徳島県三好市三野町加茂野宮にある公立小学校。

## 概要
旧・三野町には他にも三好市立芝生小学校がある。卒業後は三好市立三野中学校へと進学。

## 沿革
- 2006年 - 町村合併のため三好市立王地小学校に改称。

## 校歌
- 作詞: 多田育夫・久保太郎
- 作曲: 原賀男

## 通学区域が隣接している学校
- 三好市立芝生小学校
- 東みよし町立三庄小学校
- 美馬市立美馬小学校
- 香川県まんのう町立琴南小学校